# Торф вербовий
Торф вербовий (англ. osier peat, нім. Weidenwaldtorf m) — вид торфу низинного типу, що містить не менше 40 % деревних залишків, з яких понад 50 % складають залишки кори та деревини верби.
Поклади з переважанням вербового торфу великого поширення не мають. Зустрічаються в нижніх шарах торфових покладів потужністю до 2 м.

## Інші різновиди торфу
- Фускум-торф
- Фрезерний торф
- Магелланікум-торф
- торф верховий
- торф гіпновий
- торф деревний
- торф деревно-моховий
- торф деревно-трав'яний
- торф мезотрофний
- торф моховий
- торф низинний
- торф перехідний
- торф похований
- торф сфагновий
- торф трав'яний
- торф тростинний
- торф хвощевий
- торф шейхцерієвий
- торф ялинковий